# Dyckia goehringii
Dyckia goehringii är en gräsväxtart som beskrevs av Elvira Angela Gross och Werner Rauh. Dyckia goehringii ingår i släktet Dyckia och familjen Bromeliaceae. Inga underarter finns listade i Catalogue of Life.

## Bildgalleri

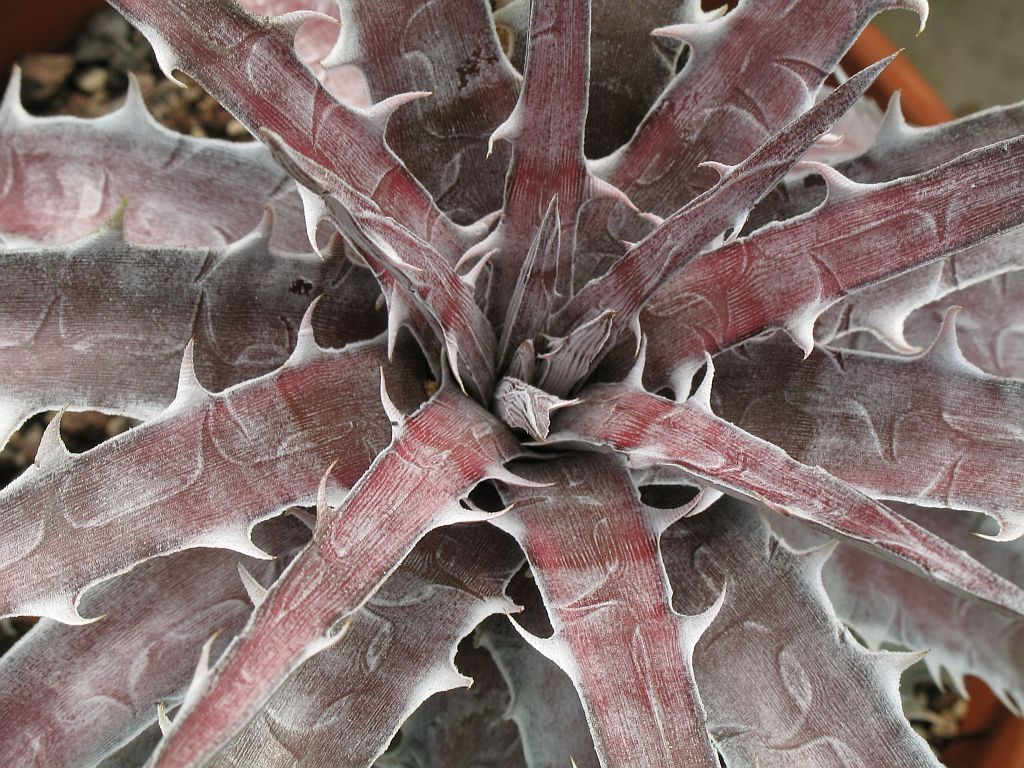